# Bartolomeo Campagnoli

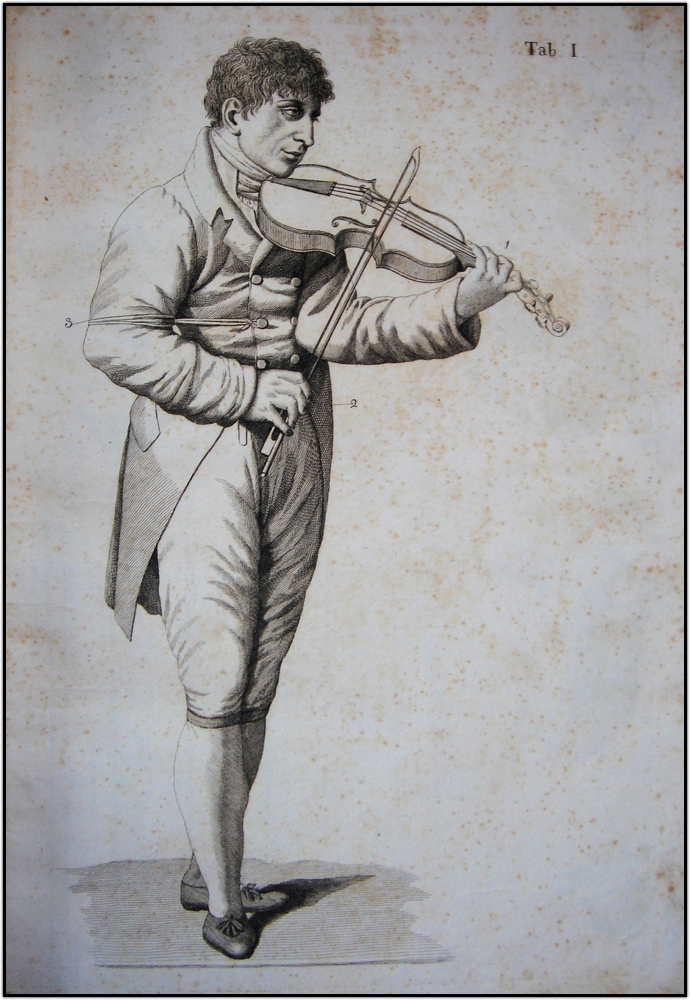
Illustratie uit de Nouvelle méthode, een didactisch werk van Bartolomeo Campagnoli

Bartolomeo Campagnoli (Cento, 10 september 1751 – Neustrelitz, 6 november 1827) was een Italiaans violist en componist.

## Leven
Campagnoli kreeg zijn eerste vioollessen van zijn oom, daarna van Alberto dall'Occa, een leerling van Antonio Lolli. Vanaf 1763 studeerde hij bij Don Paolo Gustarobba, een leerling van Giuseppe Tartini. Campagnoli kreeg in 1764 een baan in het orkest van zijn geboorteplaats. Later reisde hij naar Venetië en Padua. In 1770 trad hij op in Rome en Faenza. Omdat hij al wat succes als vioolsolist had verstigde hij zich in Florence om zich nader te bekwamen bij Pietro Nardini. Campagnoli werd een virtuoos violist die na zijn studie door veel Europese steden reisde om de toenmalige populaire 18e-eeuwse Italiaanse vioolstijl te propageren. In 1776 werd hij concertmeester aan het hof van prinsbisdom Freising. Vier jaar later trad hij in dienst bij de hertog van Koerland. In 1797 werd hij concertmeester van het Gewandhaus in Leipzig naast zijn baan als kapelmeester aan het hof van Karel II van Mecklenburg-Strelitz. Hij werd ook bekend als de auteur van diverse didactische werken die nog steeds in gebruik zijn, zoals de Nouvelle méthode.

## Werken
Campagnoli schreef onder andere:
- Duetten voor fluit en viool, op. 2
- Concert voor fluit en orkest, op. 3
- 6 Sonates voor viool en cello (of altviool), op. 6 (ook voor fluit en viool)
- 3 Thema's met variaties, op. 7
- Duo's voor violen, op. 9
- Duo's voor viool en altviool, op. 16
- L'art d'inventer à l'improviste des fantaisies et cadences, op. 17 (fantasieën en cadenza's voor solo viool, een studie in improvisatie)
- 7 Divertimento's op. 18, voor vioolsolo, deze worden veel gebruikt in het vioolonderwijs
- 101 eenvoudige en progressieve stukken voor 2 violen, op.20
- Metodo per violino, op. 21 (vioolmethode)
- Nouvelle méthode de la mécanique progressive du jeu du violon, uitgebreidere heruitgave van op. 21 (1824)
- 41 Caprices op. 22, voor altvioolsolo, materiaal dat in het altvioolonderwijs frequent wordt gebruikt
- Nouvelle méthode, voor viool (heruitgave op. 21, 1827)
- 6 Fluitkwartetten, voor fluit, viool, altviool en cello
- 30 Preludes voor viool
- Romance (origineel voor viool en piano, ook bewerkt voor cello)